# Pokémon Feuerrote und Blattgrüne Edition
Pokémon Feuerrote Edition und Pokémon Blattgrüne Edition, auch bekannt als Pokémon Feuerrot und Pokémon Blattgrün, sind Videospiele aus der Pokémon-Reihe. Die Spiele sind Neuauflagen der japanischen Game-Boy-Spiele Poketto Monsutā Aka und Midori, die in Deutschland überarbeitet als Pokémon Rote und Blaue Edition erschienen. Feuerrot und Blattgrün wurden von Game Freak entwickelt und von Nintendo für Game Boy Advance veröffentlicht. Erstmals erschienen die Spiele in Japan am 29. Januar 2004, in Europa dagegen erschienen die Spiele erst am 1. Oktober 2004. Die Spiele werden, zusammen mit Pokémon Rubin, Saphir und Smaragd, der 3. Generation der Pokémon-Rollenspiel-Serie zugeordnet.
Die beiden Spiele wurden von Kritikern gelobt und konnten sich über 12 Millionen Mal verkaufen.

## Spielprinzip
In Pokémon Feuerrot und Blattgrün steuert der Spieler den Protagonisten aus der Vogelperspektive durch die fiktive Region Kanto, die auf der japanischen Region Kantō basiert. Der Spieler fängt und trainiert die in der Welt beheimateten Wesen, genannt Pokémon, und setzt diese im Kampf gegen andere Pokémon ein. Wie für die Pokémon-Reihe üblich gibt es zwei Hauptziele, die es zu erreichen gilt: Das Besiegen des Pokémon-Liga Champs, des stärksten Trainers der Region, und das Vervollständigen des Pokédex, durch das Fangen aller Pokémon.
Feuerrot und Blattgrün übernehmen Region, Handlung und Spielmechaniken aus ihren Vorlagen Pokémon Aka und Midori. Allerdings sind Feuerrot und Blattgrün technisch an ihre Entstehungszeit angepasst worden: Die Spiele sind nicht mehr in schwarz-weiß, sondern in Farbe und in einer höheren Auflösung spielbar. Auch der Sound und die Features wurden überarbeitet. Außerdem geht die Handlung über die der Vorlagen hinaus: Es sind nun 386 statt der 151 Pokémon aus den Vorlagen verfügbar, da auch Pokémon aus den Spielen Silber, Gold, Rubin, Saphir und Smaragd hinzugefügt wurden.
Die Spiele unterscheiden sich hauptsächlich durch Pokémon, die nur in einer der beiden Spiele gefangen werden können: So können von den 151 Pokémon aus der Kanto Region nur 139 in jedem der Spiele gefangen werden. Die übrigen müssen aus dem jeweils anderen Spiel getauscht werden.

## Handlung
In Feuerrot und Blattgrün hat der Spieler, anders als in den Vorlagen, zuerst die Wahl, ob er einen Jungen oder ein Mädchen als Charakter steuern möchte. Danach kann er seinem Charakter und seinem Rivalen, dem Enkel des Pokémon-Forschers Professor Eich, einen beliebigen Namen geben.
Wie in Pokémon Rot und Blau beginnt die Geschichte damit, dass der Protagonist und sein Rivale von Professor Eich ein Pokémon geschenkt bekommen. Ihr Ziel ist es, den Pokédex zu vervollständigen, indem sie alle Pokémon begegnen und fangen. Der Protagonist zieht daraufhin los, um alle Pokémon zu fangen und den Champion der Region zu besiegen. Auf seiner Reise muss er die acht Arenaleiter der Region besiegen, um Zutritt zur Pokémon-Liga zu bekommen, in der er die Top Vier, vier sehr starke Trainer und den Champ der Pokémon-Liga bekämpfen kann. Im Laufe der Geschichte kämpft er wiederholt gegen seinen Rivalen und die Verbrecherorganisation Team Rocket, die mit der Hilfe von Pokémon die Weltherrschaft anstreben.
Hat der Spieler den Champ besiegt, endet die Geschichte, anders als in den Vorlagen Pokémon Rot und Blau, noch nicht: Nach dem Besiegen der Top 4 und dem Erhalt des Nationaldex’, ein verbesserter Pokédex, der es ermöglicht auch Pokémon aus anderen Spielen zu fangen, wird die Handlung um Team Rocket weitergeführt. Auf den Sevii Eilanden (neun Inseln, von denen jedoch nur sieben ohne spezielle Events zugänglich sind) soll man einen Rubin und einen Saphir finden, um eine Maschine in Betrieb zu nehmen, die es einem erlaubt, mit Hoenn, der Region, in der die Spiele Pokémon Rubin, Saphir und Smaragd spielen, tauschen zu können. Auf der Suche trifft man des Öfteren mit Team Rocket zusammen. Hier sind zudem viele Pokémon, die aus Pokémon Gold und Silber bekannt sind, anzutreffen. Außerdem darf der Spieler wie in den Vorlagen die Azuria-Höhle, in der auch das legendäre Pokémon Mewtu anzutreffen ist, nach dem erfolgreichen Ablegen der Aufgaben auf den Sevii Eilanden betreten.

## Rezeption

### Rezensionen
| Deutschsprachig   | Deutschsprachig | Deutschsprachig |
| Publikation       | Wertung         | Version         |
| ----------------- | --------------- | --------------- |
| Planet Gameboy.de | 83 %            | BG              |
| Nintendofans.de   | 8,5/10          | BG              |
| GameZone          | 9,1/10          | FR              |
| International     |                 |                 |
| Publikation       | Wertung         | Version         |
| IGN               | 9/10            | BG              |
| GameSpot          | 8.4/10          | Beide           |

Pokémon Feuerrot und Blattgrün erhielten überwiegend gute Rückmeldungen: So erreichten die Spiele auf Metacritic eine aggregierte Wertung von 81 von 100.
Stefanie Mohr von Planet Gameboy.de schrieb zu Pokémon Blattgrün:

„Alles in allem ist Pokémon keine Überraschung geworden. Aber wer hätte das auch erwartet? [...] Warum man allerdings nicht zumindest die Grafik ein bisschen auf Vordermann bringen konnte oder vielleicht die Musik ein bisschen neumodischer gestaltet bleibt im Dunklen.
Ok, da ich ja nun wirklich nicht zu den Grafik- und Sound- Junkies gehöre kann ich das alles ja eigentlich hinten anstellen, denn Pokémon ist und bleibt ein gelungenes Spielprinzip.“

Alex Kinnaz von Nintendofans.de lobte das Spiel dagegen für die grafische Verbesserung und schrieb:

„Wer wirklich die ersten beiden Editionen nicht kennt, sollte auf jeden Fall zuschlagen, auch dank des kostenlosen Wireless Adapters lohnt sich die Sache schon. Die Grafik und der Sound wurden ordentlich aufpoliert, auch wenn die Grafik bei weitem nicht überzeugt. Alte Pokémonhasen sollten sich darüber im Klaren sein, dass sich die Änderungen stark in Grenzen halten“

### Verkäufe
Nach der Veröffentlichung von Feuerrot und Blattgrün in Japan konnten sich die beiden Spiele in den ersten drei Tagen bereits 885.039 Mal verkaufen. Bereits vor der Veröffentlichung in Nordamerika wurden die Spiele über 150.000 Mal vorbestellt. Nach der Veröffentlichung in Nordamerika konnte sich die Spiele in weniger als einem Monat über eine Million Mal verkaufen.
Pokémon Feuerrot und Blattgrün konnten sich zusammen 12 Millionen Mal verkaufen.